# Eugène Accard
Pour les articles homonymes, voir Accard.
Eugène Accard, né en 1826 à Bordeaux et mort le 28 août 1888 dans le 1er arrondissement de Paris, est un artiste peintre français.

## Biographie
Né en 1826 à Bordeaux, il a été l'élève d'Abel de Pujol. Élève également d'Abert, il a exposé au Salon de 1848 à 1887. Initialement portraitiste, il est passé à la peinture de genre, réalisant des peintures moralisatrices telles que La jeune mère et L'enfant malade.

## Œuvres
- Musiciens nomades des environs de Naples[3]
- Une visite sous Louis XV[3],[5]
- L'Accompagnateur[3]
- L'Enfant malade[3],[4]
- Les Deux Sœurs[3]
- La Jeune Mère[3],[4]
- Charles IX chez Marie Touchet[3]
- Seigneurs de la cour de Louis XIII félicitant le poète Racan après sa présentation au roi[3]
- Le roi refuse à la duchesse de Bouteville la grâce de son mari, condamné à mort comme duelliste[3]
- Arrestation de la duchesse de Marillac[3]
- La Convalescente[3]
- Coquetterie[3]
- Contemplation[3]
- Le Collier de perles[3]
- Le Miroir[3]
- Les Petits Appartements de Versailles, sous Louis XV[3]
- La Lecture[3]
- La Toilette[3]
- La Demande indiscrète[3]
- Scène Louis XIII, intimité[3]